# Србија до Токија
„Србија до Токија“ је  сатиричан слоган настао после победе Црвене звезде у финалу интерконтиненталног купа у децембру 1991. године. Овај слоган је и данас познат у подручјима где се говори српски језик, посебно у Србији.
Слоган „Србија до Токија“ нема буквално значење нити је усмерен против припадника било које националне, религијске, расне или друге припадности.
Занимљивост је што је известан јапански пеинтбол тим „четници“ обучен у српске униформе и са шајкачама играо против тима „усташе“ који су били обучени у униформе хрватских војника. Слике ових пеинтбол тимова објављене су на интернету.

## У филмовима
У филму „Лепа села лепо горе“ у једном делу на зиду је графит „Србија до Токија“ а у средини графита је српски поздрав са три прста.

## У музици
Репер Кранг је објавио песму „Србија“ у којој се на почетку више пута спомиње слоган „Србија до Токија“.

## У новинарству
Назив колумне Драгољуба Петровића у таблоиду „Курир“ је „Србија до Токија“. Аутор се сатирично изражава и исмејава дешавања на српској политичкој и друштвеној сцени.